# Новоандреевка (Первомайский район)
Новоандреевка (укр. Новоандріївка) — село в Первомайском районе Николаевской области Украины.
Основано в 1928 году. Население по переписи 2001 года составляло 123 человека. Почтовый индекс — 55264. Телефонный код — 5161.

## Местный совет
55264, Николаевская обл., Первомайский р-н, с. Полтавка, ул. Шевченка, 2